# Мехнач
Мехнач (пол. Mechnacz) — село в Польщі, у гміні Квільч Мендзиходського повіту Великопольського воєводства.
Населення — 210 осіб (2011).
У 1975-1998 роках село належало до Познанського воєводства.

## Демографія
Демографічна структура станом на 31 березня 2011 року:
|          | Загалом | Допрацездатний вік | Працездатний вік | Постпрацездатний вік |
| -------- | ------- | ------------------ | ---------------- | -------------------- |
| Чоловіки | 111     | 33                 | 75               | 3                    |
| Жінки    | 99      | 26                 | 64               | 9                    |
| Разом    | 210     | 59                 | 139              | 12                   |